# Teorema de Hjelmslev

Los tríos de puntos rojos en cada una de las dos rectas negras están a las mismas distancias relativas dentro de cada trío. Según el teorema de Hjelmslev, los tres puntos medios de los pares de puntos correspondientes están sobre la misma recta (verde)

En geometría, el teorema de Hjelmslev, que lleva el nombre de Johannes Hjelmslev (1873-1950), afirma que si los puntos P, Q, R ... situados sobre una misma recta, se asignan isométricamente a los puntos P´, Q´, R´ ... de otra recta en el mismo plano, los puntos medios de los segmentos PP´, QQ´, RR´… también se encuentran en una recta. 

## Demostración
La demostración es sencilla si se asume la clasificación de isometrías planas. Si la isometría dada es impar, en cuyo caso es necesariamente una reflexión respecto a una recta o una reflexión deslizada (el producto de tres reflexiones respecto a una recta y dos perpendiculares sobre ella), entonces la afirmación es cierta para cualquier trío de puntos en cualquier plano: el punto medio de PP´ se encuentra sobre el eje de la reflexión (con deslizamiento según el caso) para cualquier P. Si la isometría es par, se puede componer con la reflexión en la línea PQR para obtener una isometría impar con el mismo efecto en P, Q, R ... y aplicar la conclusión anterior. 
La importancia del teorema radica en el hecho de que posee una demostración implícita con la particularidad de que no requiere presuponer la existencia del postulado de las paralelas y, por lo tanto, también es válida en la geometría no euclídea. Partiendo de esta premisa, la función que hace corresponder cada punto P del plano al punto medio del segmento P´P´´, donde P´ y P´´ son las imágenes de P bajo una rotación (en cualquier sentido) según un ángulo agudo alrededor de un centro dado, se ve como una colineación que aplica todo el plano hiperbólico punto a punto en el interior de un disco, proporcionando así una buena noción intuitiva de la estructura lineal del plano hiperbólico. De hecho, esto se llama la transformación de Hjelmslev. 